# Clarecastle
Pour les articles homonymes, voir Quin.
Clarecastle (prononcé en anglais : /ˈklɛə(ɹ)ˌkɑːsəl/, en irlandais : Droichead an Chláir « Pont du plateau », ou simplement An Clár) est un village du comté de Clare, en Irlande, situé juste au sud du chef-lieu Ennis.